# Pohřebiště bulharských panovníků

Znak Bulharského carství v letech 1927–1946

Toto je seznam pohřešbišť bulharských knížat a carů. Bulharské carství existovalo v letech 1908 až 1946.
| Jméno                                     | Doba života | Místo pohřbení                                                |
| ----------------------------------------- | ----------- | ------------------------------------------------------------- |
| kníže Alexandr I.                         | 1856–1893   | Battenberské mauzoleum v Sofii                                |
| Johanna Loisingerová, hraběnka z Hartnova | 1865–1951   | Hřbitov sv. Leonarda ve Štýrském Hradci, část A, hrobka u zdi |
| car Ferdinand I.                          | 1861–1948   | Katolický městský farní kostel svatého Augustina v Coburgu    |
| Marie Luisa Bourbonsko-Parmská            | 1870–1899   | Katolický kostel sv. Ludvíka Francouzského v Plovdivě         |
| Eleonora Karolína Reussová z Kostřic      | 1860–1917   | Bojanský kostel v Sofii                                       |
| car Boris III.                            | 1894–1943   | Srdce v Rilském klášteře, místo uložení ostatků je neznámé    |
| Giovanna Savojská                         | 1907–2000   | Bazilika San Francesco v Assisi                               |